# Botanic
Botanic è un videogioco arcade del 1983 realizzato dalla software house spagnola ITISA (International Technology Industries, S.A.) Electronics. Il titolo venne esportato in diversi paesi europei tra cui la Francia, dove a occuparsi della distribuzione era la Valadon Automation (compagnia sviluppatrice di Bagman).
In esso viene controllato un bruco, il quale deve cibarsi di tutte le foglie dell'albero andando da un ramo all'altro e non facendosi prendere dai nemici.

## Modalità di gioco
In Botanic, il giocatore controlla un bruco giallo che si muove nelle quattro direzioni principali all'interno di tre griglie con percorsi ramificati. L'obiettivo è quello di guidarlo verso le foglie per mangiarle, evitando nemici come la mantide, il ragno e il pipistrello che, se lo toccano, gli faranno perdere una vita (esaurite le quali avviene il game over). Il bruco pappando una foglia potrebbe trovarsi imprevedibilmente dinanzi ad un incrocio o a un'interruzione del percorso.
Analogamente a Pac-Man, il bruco può diventare per alcuni secondi rosso, invincibile e in grado di mangiare i nemici del livello (eccetto quelli volanti) dopo aver consumato uno dei tre energizzanti che ha a disposizione. Nel caso li finisse potrà sempre raccogliere un fiore tra i quali la rosa, che appare in un punto a caso della griglia.
Una volta divorate tutte le 60 foglie, il bruco deve essere condotto verso un tendone, dove si trasformerà in una farfalla che volerà via con la sua compagna. Ogni volta che il livello viene completato, la partita ricomincia automaticamente con una difficoltà maggiore, caratterizzata da nemici più veloci.

## Colonna sonora
Il brano arrangiato ad 8-bit presente in Botanic è il movimento Allegrino - Alla turca della Sonata per pianoforte n. 11, di Wolfgang Amadeus Mozart.